# Debarwa
Debarwa (en tigriña: ድባርዋ) es una población en la zona central de Eritrea. Se encuentra a unos 25 km al sur de la capital Asmara, y posee una población de unos 25 000 habitantes. Es la capital del distrito de Debarwa (Tsilima) en la región administrativa de Debub ("Sur") (una de las cinco regiones en que se divide Eritrea).

## Historia
En la antigüedad Debarwa fue la capital del antiguo reino denominado Medri Bahri, que se traduce como Tierra marina. Estaba gobernada por el Bahr negus (Rey del mar). La expedición portuguesa de Cristóvão da Gama pasó la época de la lluvias del año 1542 en Debarwa como huéspedes del Bahr negus. Los otomanos invadieron parte de Medri Bahri en 1557, y durante varias décadas lucharon por ejercer el control sobre la población local y los vecinos etíopes. Cuando la situación se asentó, los otomanos dominaban Suakin, Massawa, Hergigo y las tierras próximas a estos enclaves, pero a veces sus expediciones punitivas llegaban hasta los distritos de Bogos, Hamasien y Habab.
La ciudad sufrió una fuerte epidemia de tifus en 1893 a continuación de la calamidad de la Gran Hambruna (1888-1892).  Un viajero francés describió la ciudad como «diezmada» y que todo lo que quedaba de la otrora próspera ciudad eran: «unas cuantas piedras apiladas, una iglesia casi en ruinas y unas casuchas destartaladas».